# Zach Villa
Zach Villa (nacido el 17 de marzo de 1987) es un actor, cantante, compositor, bailarín y músico estadounidense. Villa nació en Clinton, Iowa, en el año 2017 se comprometió con Evan Rachel Wood. Villa es más conocido por su papel principal como el asesino en serie de la vida real Richard Ramírez en la novena temporada de la serie de horror de antología de FX llamada American Horror Story, titulada American Horror Story: 1984 y su experiencia artística a través de la banda Cylvia. Villa toca piano, batería, bajo, guitarra y violín.

## Vida personal
En enero de 2017, Villa y su compañera de banda Evan Rachel Wood anunciaron que estaban comprometidos, juntos tenían una banda llamada Rebel and a Basketcase. Se suspendió el compromiso en septiembre del año 2017.
Desde junio de 2017, Villa es vocalista principal y guitarrista de la banda Sorry Kyle.

## Filmografía

### Televisión
| Año  | Serie                       | Rol                | Notas                       |
| ---- | --------------------------- | ------------------ | --------------------------- |
| 2011 | Archer                      | Bishop (voz)       | Episode: "The Double Deuce" |
| 2013 | NCIS: Los Angeles           | Javier Ramos       | Episode: "Resurrection"     |
| 2016 | Bordertown                  | Carlos Sanchez (z) | 8 episodios                 |
| 2017 | Dan is Dead                 | Dashiell Lowman    | 8 episodios                 |
| 2018 | The Expanse                 | Maneo              | Episode: "Delta-V"          |
| 2019 | Shameless                   | Dax                | 3 episodios                 |
| 2019 | American Horror Story: 1984 | Richard Ramirez    | 8 episodios                 |

### Películas
| Año  | Película         | Rol     | Notas        |
| ---- | ---------------- | ------- | ------------ |
| 2014 | Jesus Year       | Phil    | Cortometraje |
| 2015 | Honeyglue        | Jordan  |              |
| 2016 | Cardboard Boxer  | Tyler   |              |
| 2017 | A Break in White | 5       | Cortometraje |
| 2018 | Destroyer        | Arturo  |              |
| 2019 | As You Like It   | Orlando |              |